# آکچی میتسوتسونا
آکچی میتسوتسونا (به ژاپنی: 明智 光綱 Akechi Mitsutsuna); ۱۳ سپتامبر ۱۴۹۷ – ۱۲ سپتامبر ۱۵۳۵)  پسر آکچی میتسوتسوگو (۱۴۶۸–۱۵۳۸)، سامورایی و یکی از ملازم خاندان توکی در دوره سنگوکو بود. وی پدر آکچی میتسوهیده اهل ژاپن بود. 